# انو ساول
انو ساول (بالألمانية: Anno Saul)‏ (و. 1963  م) هو مخرج أفلام، وكاتب سيناريو، وأستاذ جامعي ألماني، ولد في بون.

## وصلات خارجية
- انو ساول على موقع IMDb (الإنجليزية)
- انو ساول على موقع ألو سيني (الفرنسية)
- انو ساول على موقع أول موفي (الإنجليزية)
- انو ساول على موقع قاعدة بيانات الأفلام السويدية (السويدية)
- انو ساول على موقع قاعدة بيانات الفيلم (الإنجليزية)
- انو ساول على موقع كينوبويسك (الروسية)